# Earl Wilbur Sutherland
Earl Wilbur Sutherland, Jr. (Burlingame, Kansas, 1915. november 19. – Miami, Florida, 1974. március 9.) amerikai biokémikus. 1971-ben orvostudományi Nobel-díjban részesült a ciklikus adenozin-monofoszfát (cAMP) és annak sejten belüli szignálátviteli szerepének felfedezéséért.

## Tanulmányai
A kansasi kisvárosban, Burlingame-ben született, Earl Sutherland és Edith Hartshorn hat gyermeke közül ötödikként. Apjának iparcikk-kereskedése volt a városban, ahol a gyerekeknek már korán be kellett segíteniük. Earl ötévesen már egyedül horgászott a közeli folyóban, nyolcévesen pedig saját sörétes puskájával vadászott a környékbeli erdőkben és mezőkön. Szeretett sportolni, a középiskolában futballozott és kosárlabdázott, de elsősorban a teniszben bizonyult tehetségesnek. A családi bolt a 20-as években jól ment, de a gazdasági világválságot ők is megsínylették.    
1933-ban beiratkozott a topekai Washburn College-ba, amit a család pénzügyi nehézségei miatt csak úgy tudott elvégezni, hogy másodállást vállalt egy kórházban. 1937-ben megszerezte BSc diplomáját és a St. Louis-i Washington Egyetem orvosi szakán folytatta tanulmányait. Itt a leendő Nobel-díjas Carl Cori volt a farmakológia-tanára, aki felajánlotta a tehetséges diáknak, hogy dolgozzon asszisztensként a laboratóriumában. Carl Cori és felesége Gerty Cori a szénhidrátok metabolizmusát és azt katalizáló enzimeket kutatta, Sutherland első témája a poliszacharidok szintézisének első lépése volt, ebből írta első publikációját is.   
1942-ben megkapta orvosi diplomáját, a Barnes Hospitalban elvégezte kórházi gyakorlatát, majd a második világháborúba éppen akkor belépő Egyesült Államok hadseregében katonaorvosként szolgált. 

## Tudományos munkássága

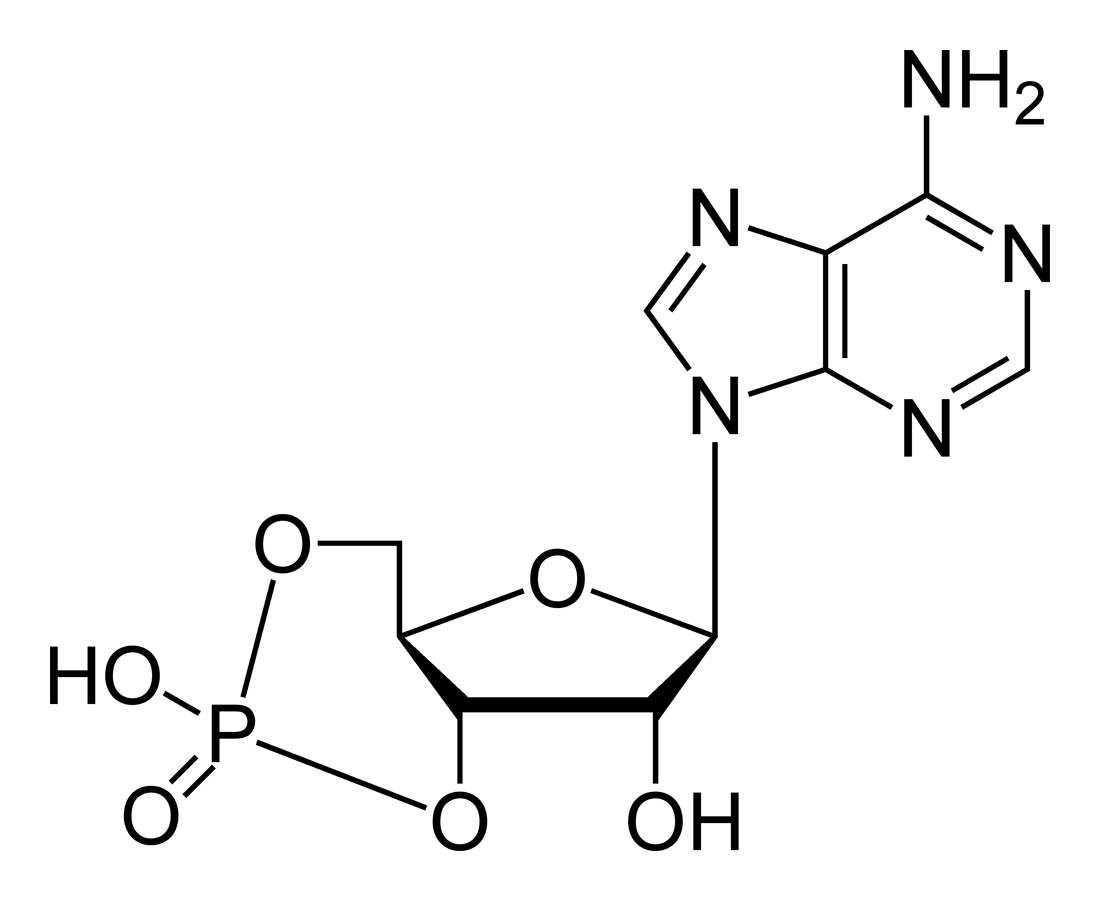
A cAMP szerkezete

Katonai szolgálata után Sutherland visszatért St. Louisba és Coriék példáját követve nem az orvosi praxist, hanem a kutatói munkát választotta a Washington Egyetemen. Önálló kutatásainak első témája a hormon-(adrenalin) hatásra történő glikogénlebomlás és glükózfelszabadulás volt. Felfedezte, hogy a glikogén lebontásának első fázisa annak foszforilációja és kimutatta, hogy a különböző szövetekből származó foszforiláz enzimek immunológiai tulajdonságai eltérőek, ezzel az izozimek egy korai példáját demonstrálta.
1951-ben irányult figyelme az adrenalin hatásmechanizmusára, vagyis hogyan éri el a hormon, hogy a sejtek elkezdjék lebontani glikogénkészletüket. Munkájában együttműködött a leendő Nobel-díjas Edmond Fischerrel és Edwin Krebs-szel, akik bebizonyították, hogy a foszforiláz aktivációjához adenozin-trifoszfátra és magnéziumionra van szükség.
1953-tól Sutherland a clevelandi Case Western Reserve University farmakológiatanszékének vezetőjeként folytatta pályafutását. Felfedezte, hogy az adrenalin egy közbenső, ahogyan ő nevezte "másodlagos hírvivő" molekula révén aktiválja a sejten belüli glikogén-foszforiláz enzimet, így érve el a cukorfelszabadítást. Sutherland hosszas munkával azonosította és izolálta ezt a molekulát, a ciklikus adenozin-monofoszfátot és munkatársával, Theodore Rall-lal közösen felfedezte a cAMP-t létrehozó adenilil-cikláz enzimet is.
1960-ban felvetette, hogy más hormonok hatásmechanizmusa is hasonló lehet: nem lépnek be a sejtbe, hanem a sejtmembránban elhelyezkedő receptorhoz kapcsolódva aktiválják a szintén ott található adenilil-ciklázt, és a cAMP a citoplazmában megindítja a megfelelő enzimreakciót. Elméletét kezdetben kétkedve fogadták, de a 60-as években kiderült, hogy az adrenalinon kívül legalább egy tucatnyi más hormon és neurotranszmitter a cAMP-t használja közvetítő molekulának. Sutherland 1965-ben kimutatta, hogy a baktériumokban is a cAMP a közvetítő ágens, pedig azoknál a hormonhatás ismeretlen. Az évtized végére általánosan elismerték, hogy a sejten belüli szignáltovábbításban a cAMP alapvető szerepet játszik.
Sutherland 1963-tól 1973-ig a nashville-i Vanderbilt Egyetem élettanprofesszoraként dolgozott, majd ezután átment a Miami Egyetemre.

## Díjai
Earl W. Sutherland 1971-ben elnyerte az orvostudományi Nobel-díjat "a hormonhatás mechanizmusának felfedezéséért". 1969-ben megkapta a Gairdner Alapítvány Nemzetközi Díját, 1970-ben az Albert Lasker-díjat, 1973-ban pedig a Nemzeti Tudományos Érmet. 1973-tól tagja volt az Amerikai Tudományos Akadémiának.

## Családja
Earl Sutherland 1937-ben feleségül vette Mildred Rice-t; két fiuk és két lányuk született. 1962-ben elváltak és mikor Sutherland a Vanderbilt Egyetem professzoraként kezdett dolgozni, összeházasodott az egyetem dékánhelyettesével, Dr. Claudia Sebeste Smithszel.
Earl W. Sutherland 1974. március 9-én halt meg egy nyelőcsövi vérzést követő bakteriális infekció következményeként, mindössze 58 évesen.